# Xã Lakefield, Quận Saginaw, Michigan
Xã Lakefield (tiếng Anh: Lakefield Township) là một xã thuộc quận Saginaw, tiểu bang Michigan, Hoa Kỳ. Năm 2010, dân số của xã này là 1.029 người.